# Федотова, Мария Ивановна
Мария Ивановна Федотова (15 августа 1915 — 9 октября 1980) — доярка совхоза «Победа Октября» (Панинский район, Воронежская область).

## Биография
Родилась 15 августа 1910 года в селе Большой Мартын (ныне Панинского района Воронежской области).
С 1927 года работала свекловичницей в совхозе «Октябрьский», затем — разнорабочей на конном заводе № 44. Перед Великой Отечественной войной работала на заводе имени Коминтерна в Воронеже. До 1942 года работала на мельнице в родном совхозе. В 1942-1945 годах — телятница совхоза № 44 (Панинский район, Воронежская область). В 1945-1970 годах — доярка совхоза «Победа Октября» Панинского района . За время работы дояркой надоила 1 678 318 кг молока.
За достигнутные успехи в развитии животноводства и увеличении производства молока Федотовой Марии Ивановне Указом Президиума Верховного Совета СССР от 22 марта 1966 года присвоено звание Героя Социалистического Труда с вручением ордена Ленина и золотой медали «Серп и Молот»
Умерла 9 октября 1980 года. Похоронена в родном селе.